# Eupelmus pallidipes
Eupelmus pallidipes is een vliesvleugelig insect uit de familie Eupelmidae. De wetenschappelijke naam is voor het eerst geldig gepubliceerd in 1897 door Howard.